# Cândido Palma de Melo
Cândido Palma Teixeira de Melo (1922 - 2003) foi um arquitecto português.

## Biografia / Obra

Maqueta do Centro de Reabilitação de Paralisia Cerebral Calouste Gulbenkian

Estudou na Casa Pia de Lisboa. Formou-se na Escola de Belas Artes de Lisboa (1947). Participou ativamente no I Congresso Nacional de Arquitectura (1948), apresentando uma comunicação sobre o ensino da arquitetura em Portugal (juntamente com Conceição e Silva). Foi colaborador no ateliê de Keil do Amaral (1945-1951). Em 1955 constituiu ateliê com Artur Pires Martins.
A sua obra afirma-se no quadro da terceira geração do modernismo nacional. Nos blocos que projetou para Olivais Norte (com Artur Pires Martins), prevalecem "soluções tipificadas pelo International Style", referenciando-se aos ensinamentos de Le Corbusier e das suas unidades de habitação. Entre muitos outros projetos, são também de sua autoria a Estalagem de Nova Oeiras, as Gares do aeroporto de Lourenço Marques e da Beira (Moçambique), do Sal (Cabo Verde) e o Edifício Amarelo (Rua Braamcamp, Lisboa. Nota: embora a cor inicial fosse o amarelo, atualmente está pintado de branco)
Pioneiro na luta contra as barreiras arquitetónicas, no início da década de 1990 Palma de Melo recebeu o Helios award, atribuído pela Comissão Europeia pelo seu trabalho ao nível das acessibilidades. Embora por razões pessoais (duas das suas três filhas tinham uma doença degenerativa do sistema nervoso central), a sua ação neste domínio foi determinante para colocar em marcha, ainda na década de 1960, o movimento que havia de culminar com a alteração do decreto-lei na origem do que hoje vigora.

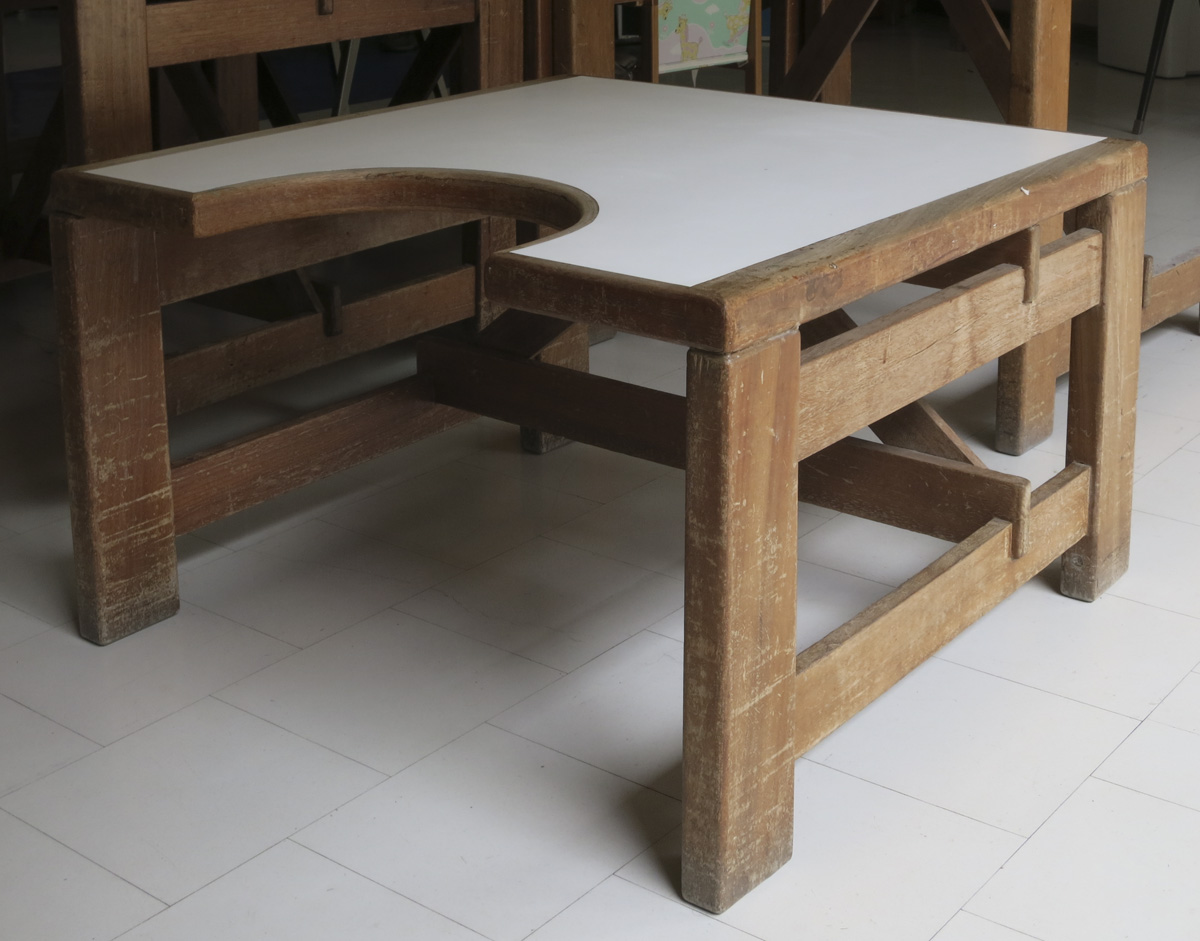
Peça de mobiliário infantil, CRPCCG

Palma de Melo foi autor do projeto do Centro de Reabilitação de Paralisia Cerebral Calouste Gulbenkian (CRPCCG), Lisboa (inaugurado em 1970). Foi presidente da direção da antiga Associação Portuguesa de Paralisia Cerebral de 1980 a 1996 e desempenhou um papel de grande importância no processo de descentralização da APPC, mantendo na Direção Nacional uma grande coesão entre os vários núcleos entretanto surgidos (Norte, Centro e Sul). Projetou mais  3 Centros de Reabilitação (Porto, Coimbra e Beja), orientou algumas adaptações de instalação dos Centros noutros locais e projetou residências adaptadas para pessoas com deficiência no Porto e em Lisboa.
Estudado desde a fase de programa em grande proximidade com o pessoal técnico de cada departamento, o projeto do CRPCCG apresentou soluções funcionais e formais inovadoras. "O edifício faz-se pela justaposição de estruturas hexagonais que, vistas de cima, se assemelham aos favos de mel das abelhas. Uma construção original e, à época, única nas suas caraterísticas de harmonia e na funcionalidade das suas instalações". Palma de Melo desenhou também um conjunto de peças de mobiliário que traduz a sua preocupação com as questões da inclusão social; concebidas para serem utilizadas indistintamente por pessoas com ou sem deficiência, muitas dessas peças, de grande funcionalidade, são ainda hoje utilizadas no CRPCCG.
Cândido Palma de Melo foi nomeado Membro Honorário da Associação dos Arquitectos Portugueses em 1994.

## Algumas obras
- Aerogare do Aeroporto de Lourenço Marques, Maputo, Moçambique, 1953-63.[1]
- Estádio Pina Manique, 1954.[1]
- Blocos habitacionais na Rua Capitão Tenente Oliveira e Carmo, nº 6 e 8,  Olivais, Lisboa, 1960-64 (em associação com Artur Pires Martins).[1][12]
- Estádio do Bonfim, Setúbal, 1962.[1]
- Centro de Reabilitação de Paralisia Cerebral Calouste Gulbenkian, Lisboa, 1965.[1][13]
- Aerogare da Beira, Moçambique, 1968.[1]
- Complexo Turístico "Varandas da Rocha", Praia da Rocha, Portimão, 1981-2001.[1]
- Edifício Amarelo, Rua Braamcamp, Lisboa, 1977-84.[1]
- Moradia unifamiliar, Quinta da Bicuda, Lote 3, Cascais, 1986.[1]
- Complexo Turístico "Sulférias", Manta Rota, Vila Real de Santo António, 1990.[1]
- Unidade de Habitação na Quinta de Santo António, Santa Maria da Feira, Aveiro, 1995.[1]
- Complexo da Associação Casapiana de Solidariedade, Benfica, Lisboa, 1999.[1][14]

### Centro de Reabilitação de Paralisia Cerebral Calouste Gulbenkian, Lisboa

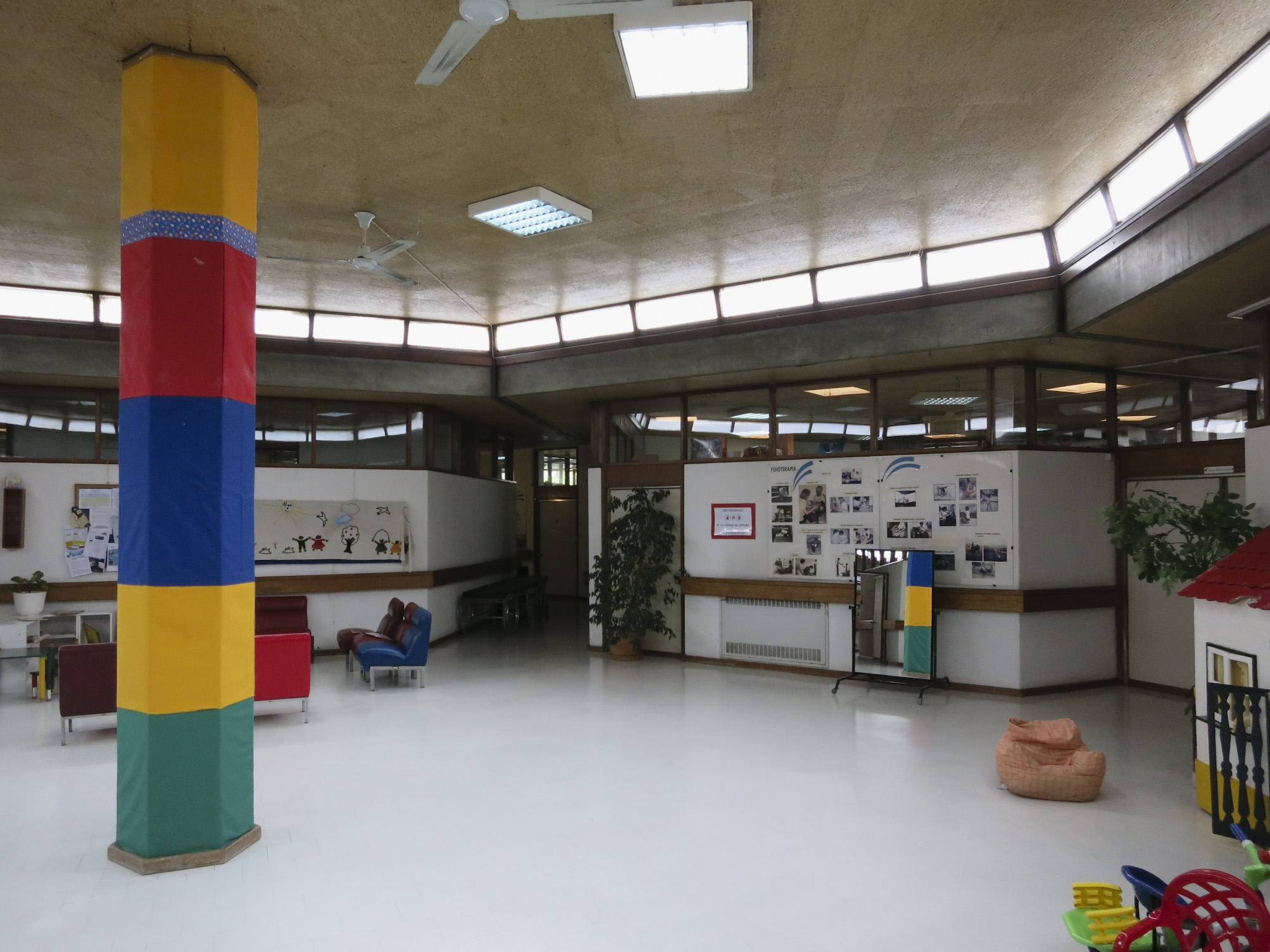
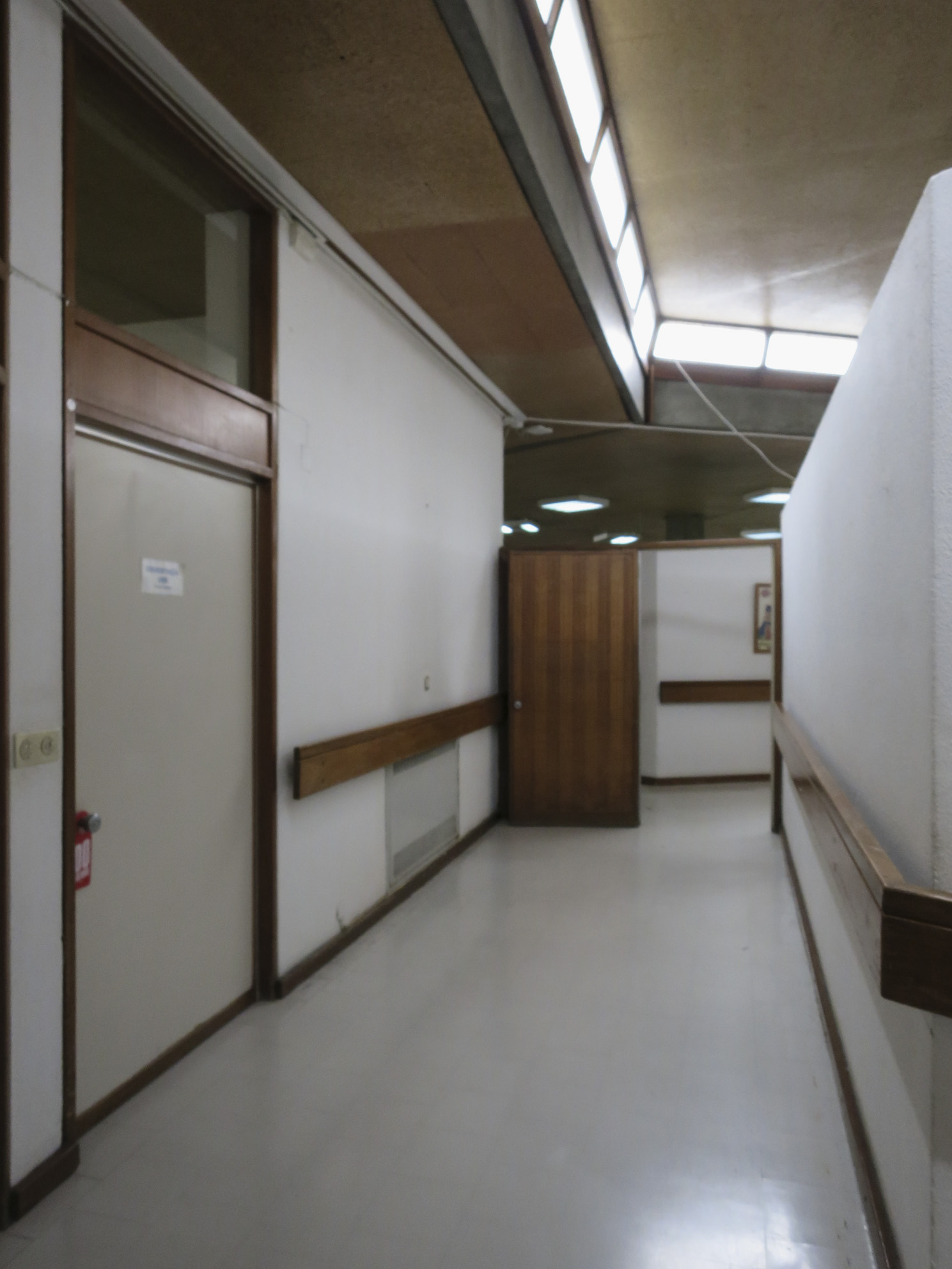
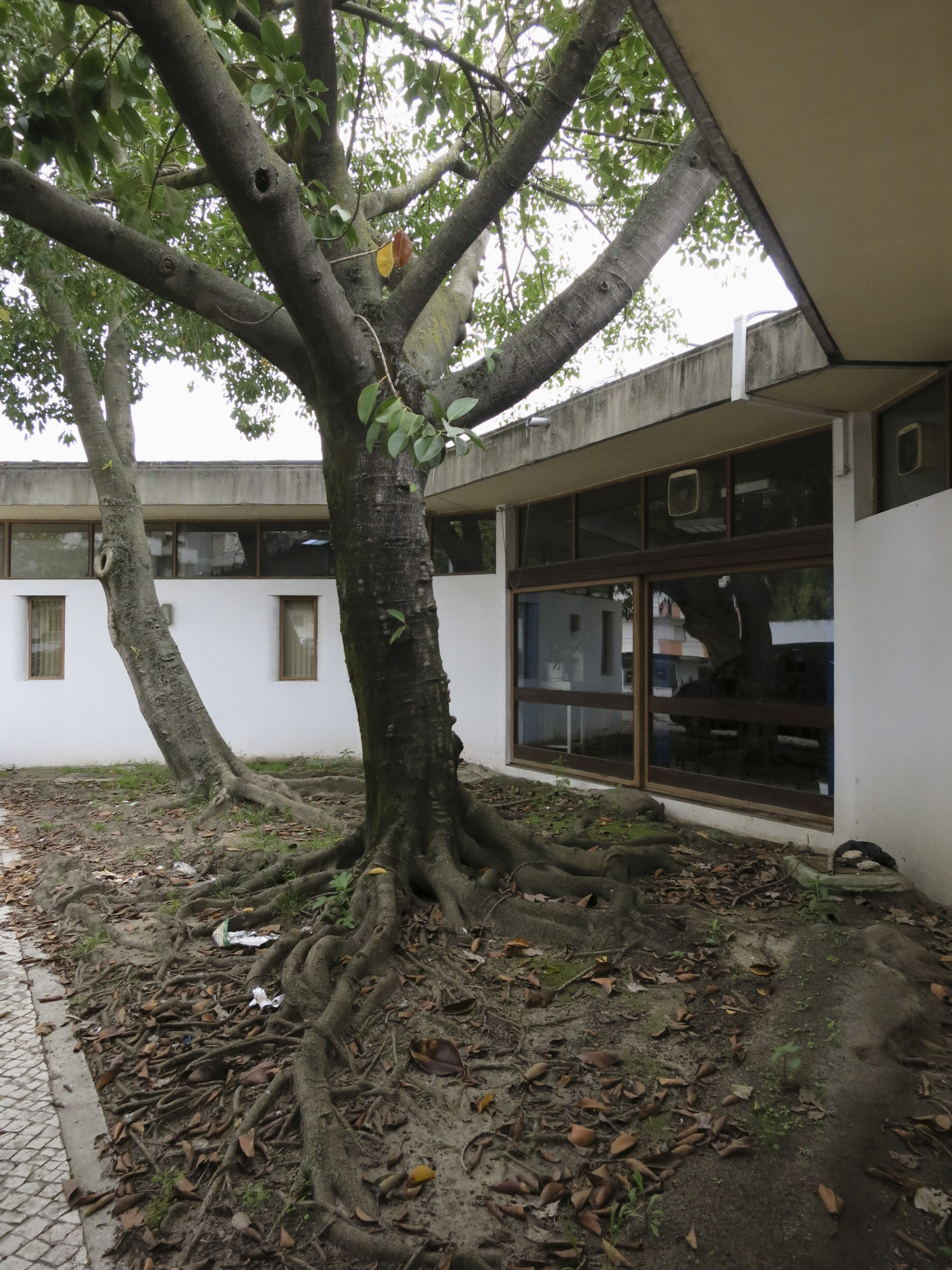
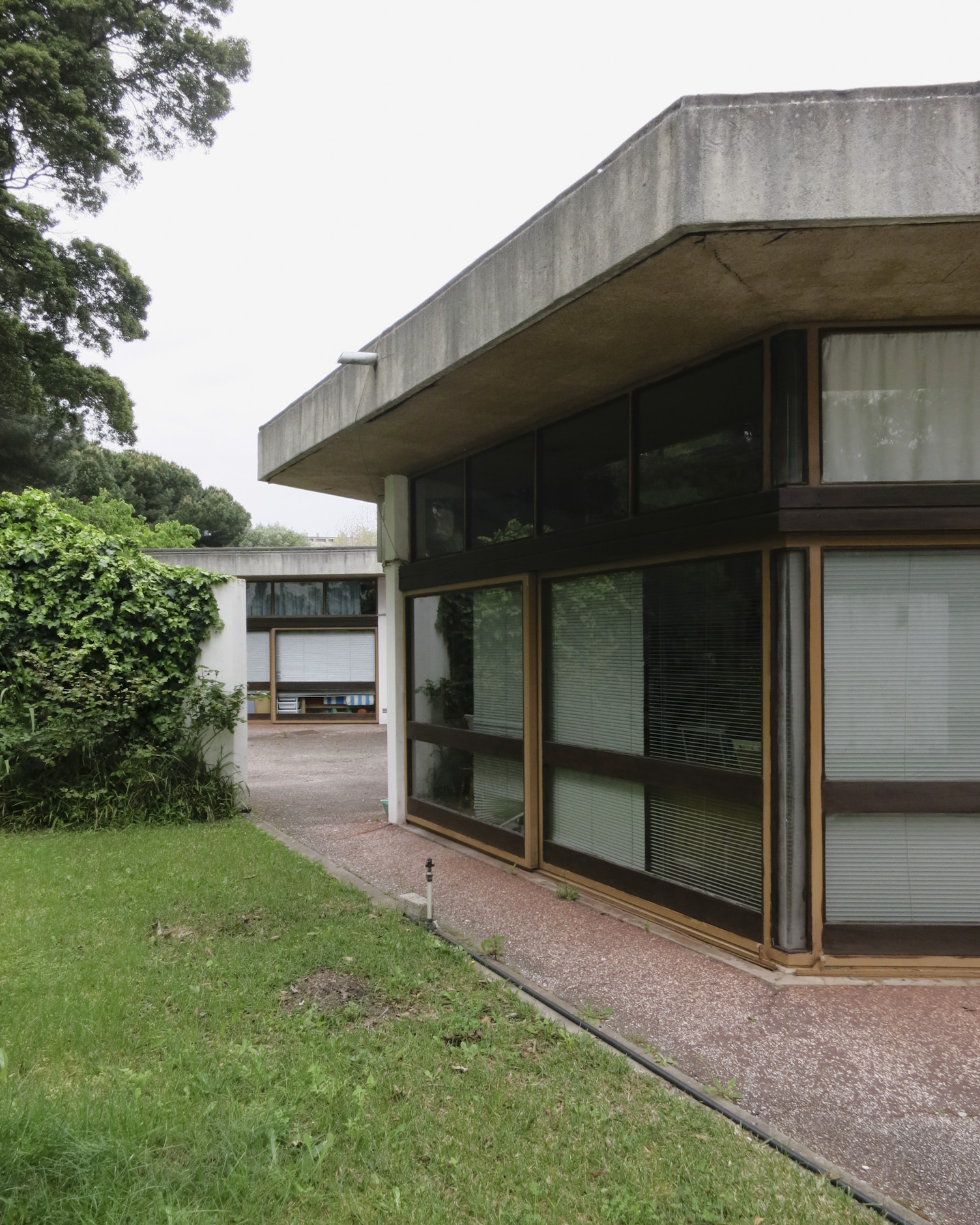
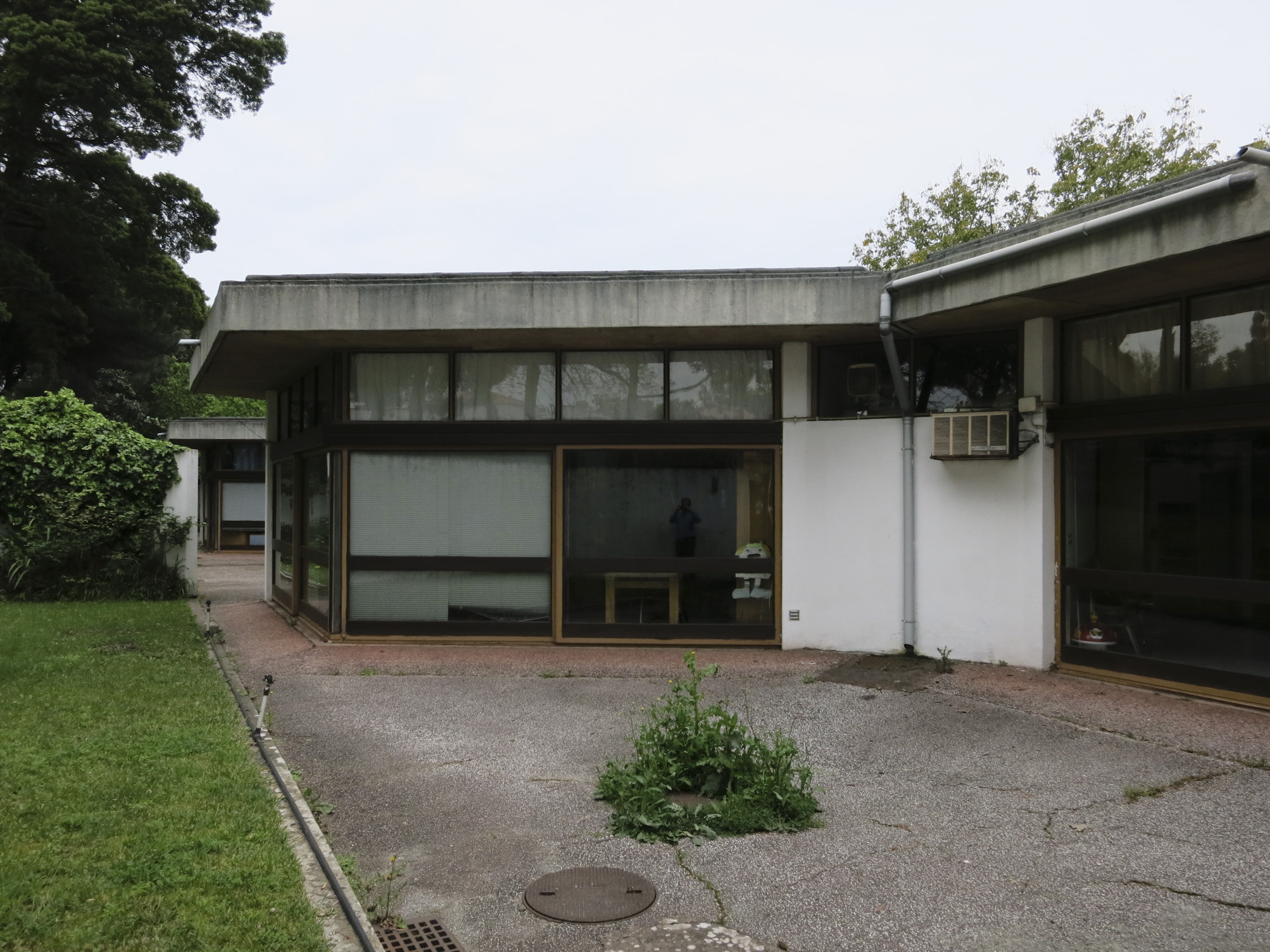
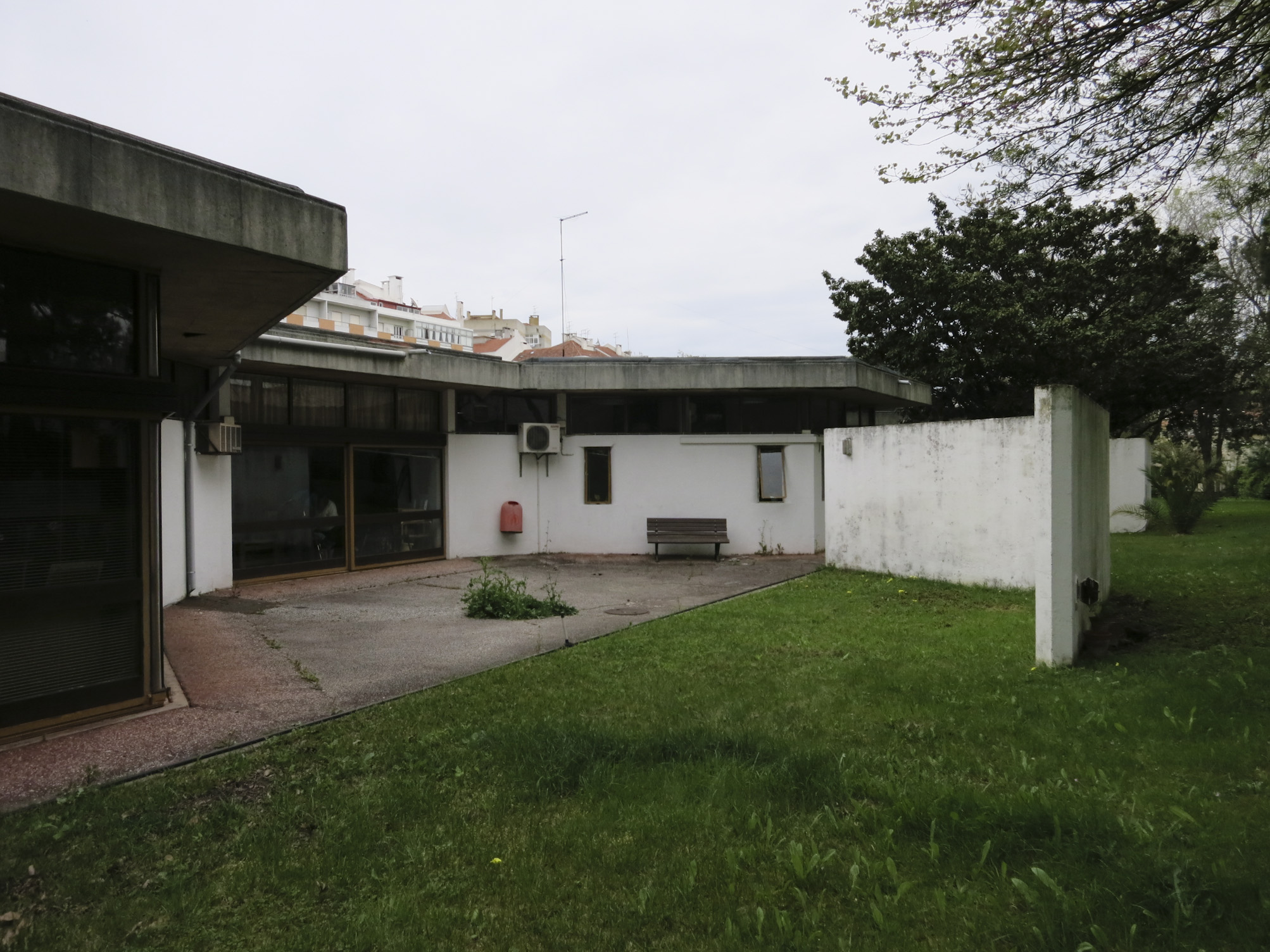
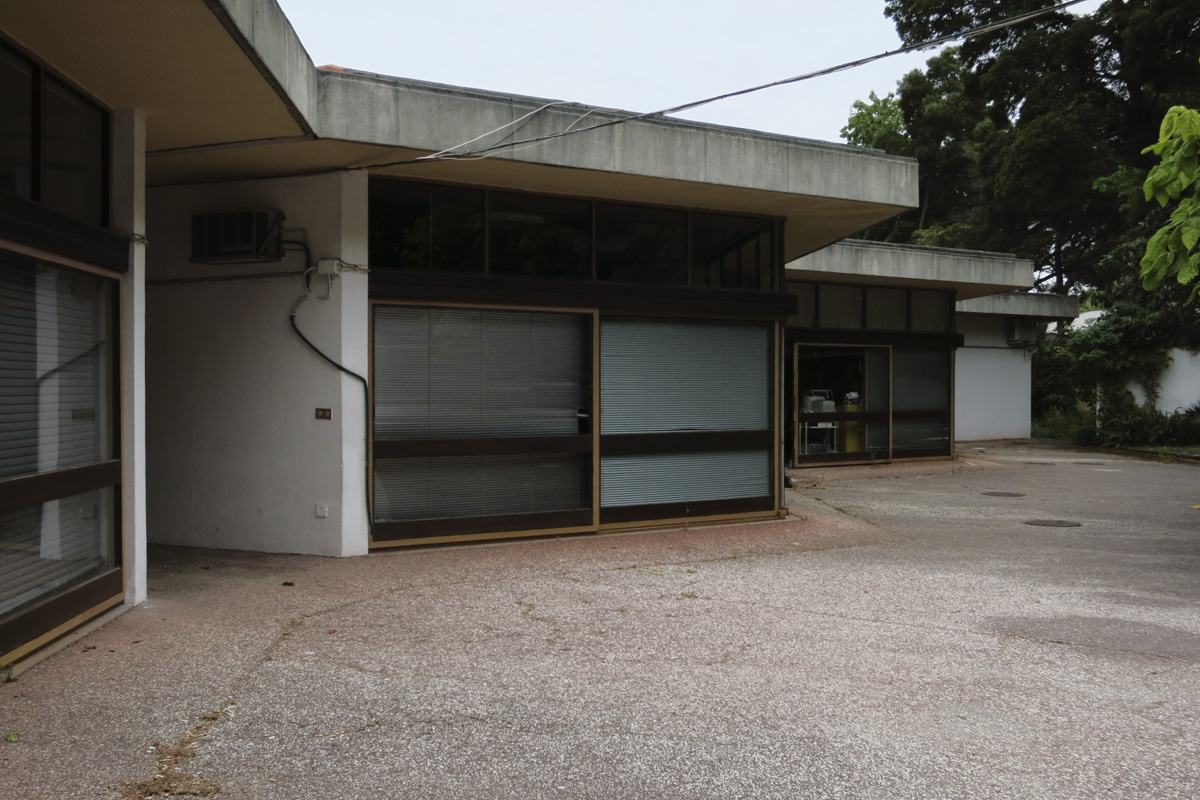
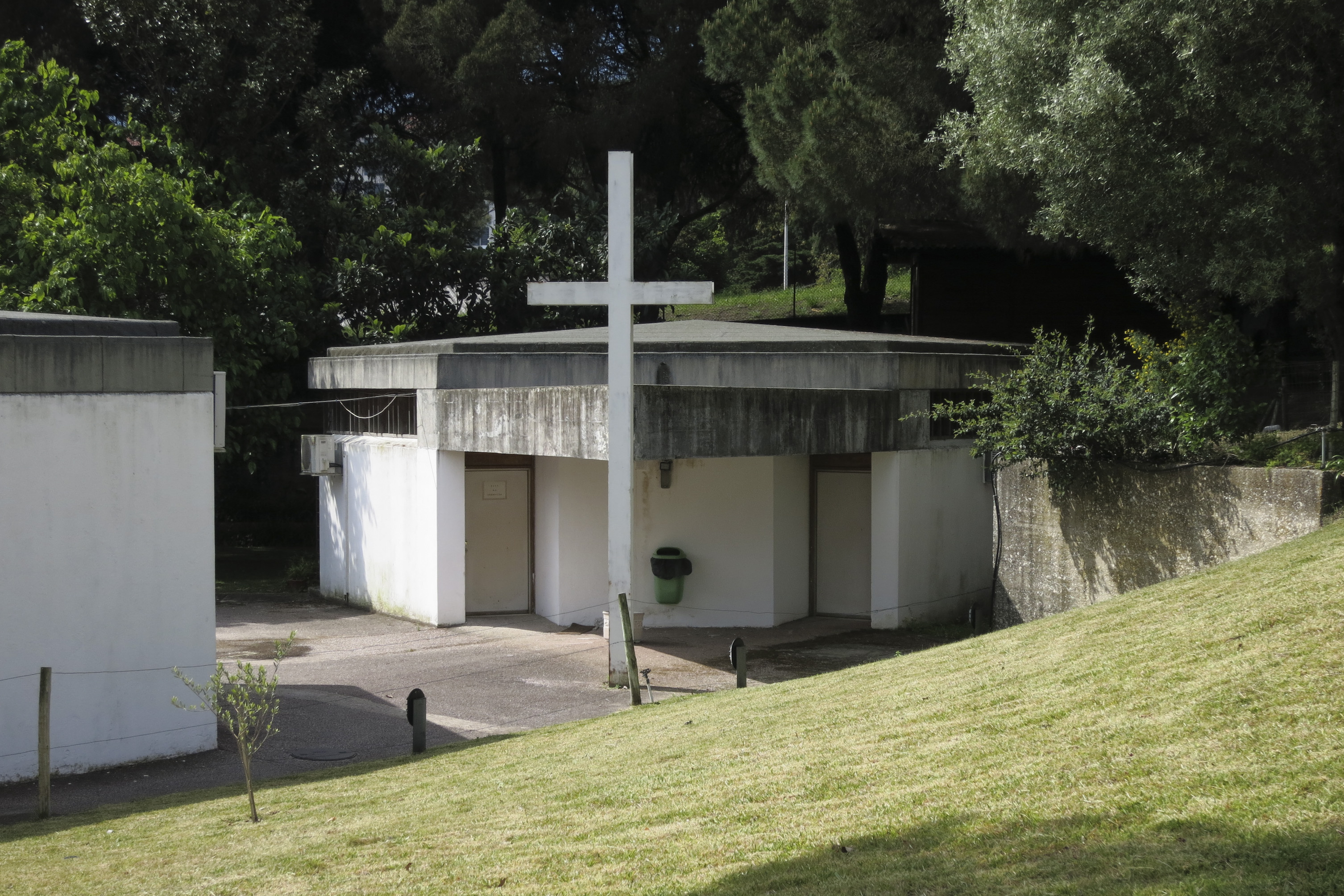

## Edifício "Amarelo", rua Braamcamp e rua Alexandre Herculano, Lisboa

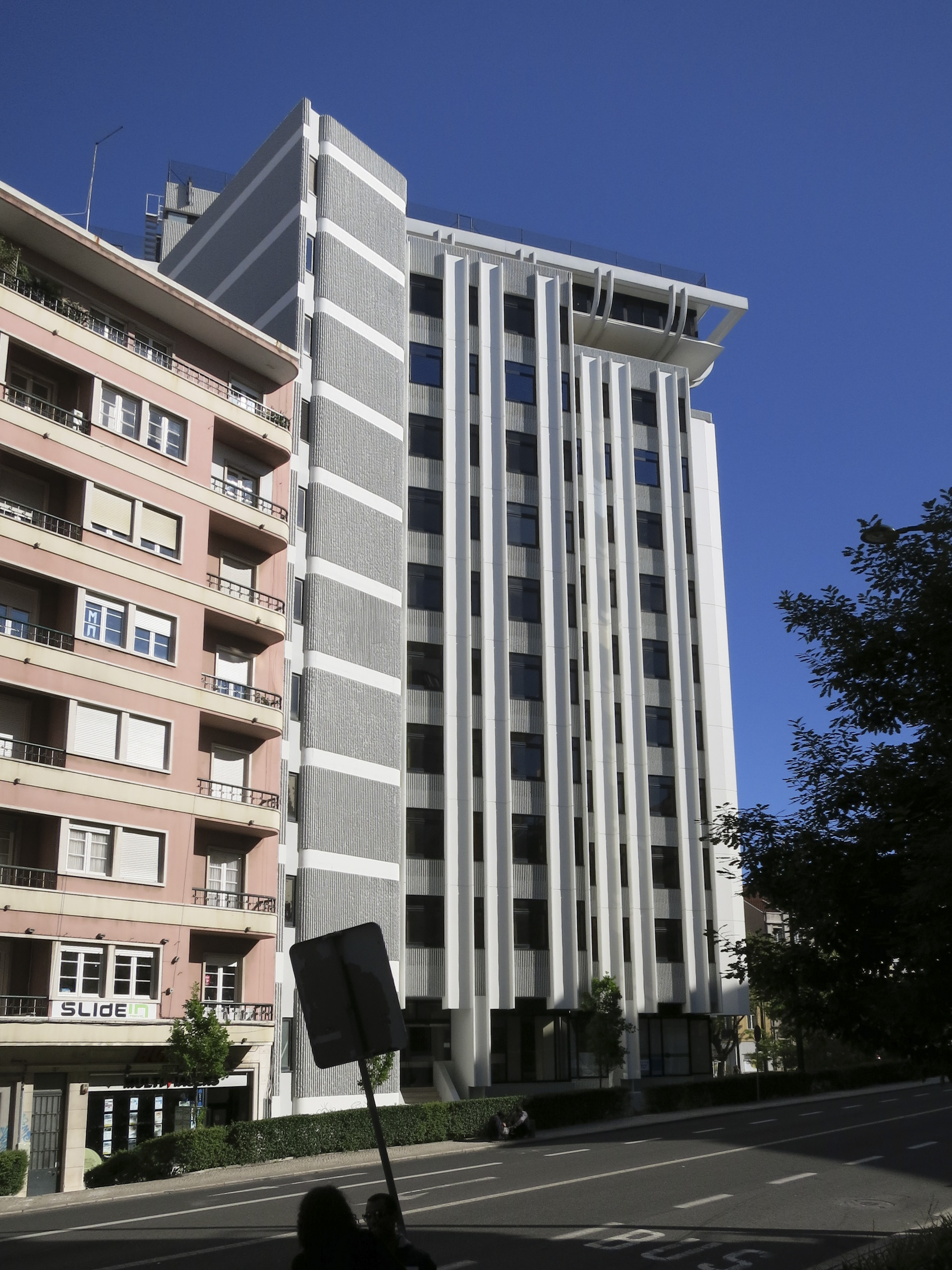
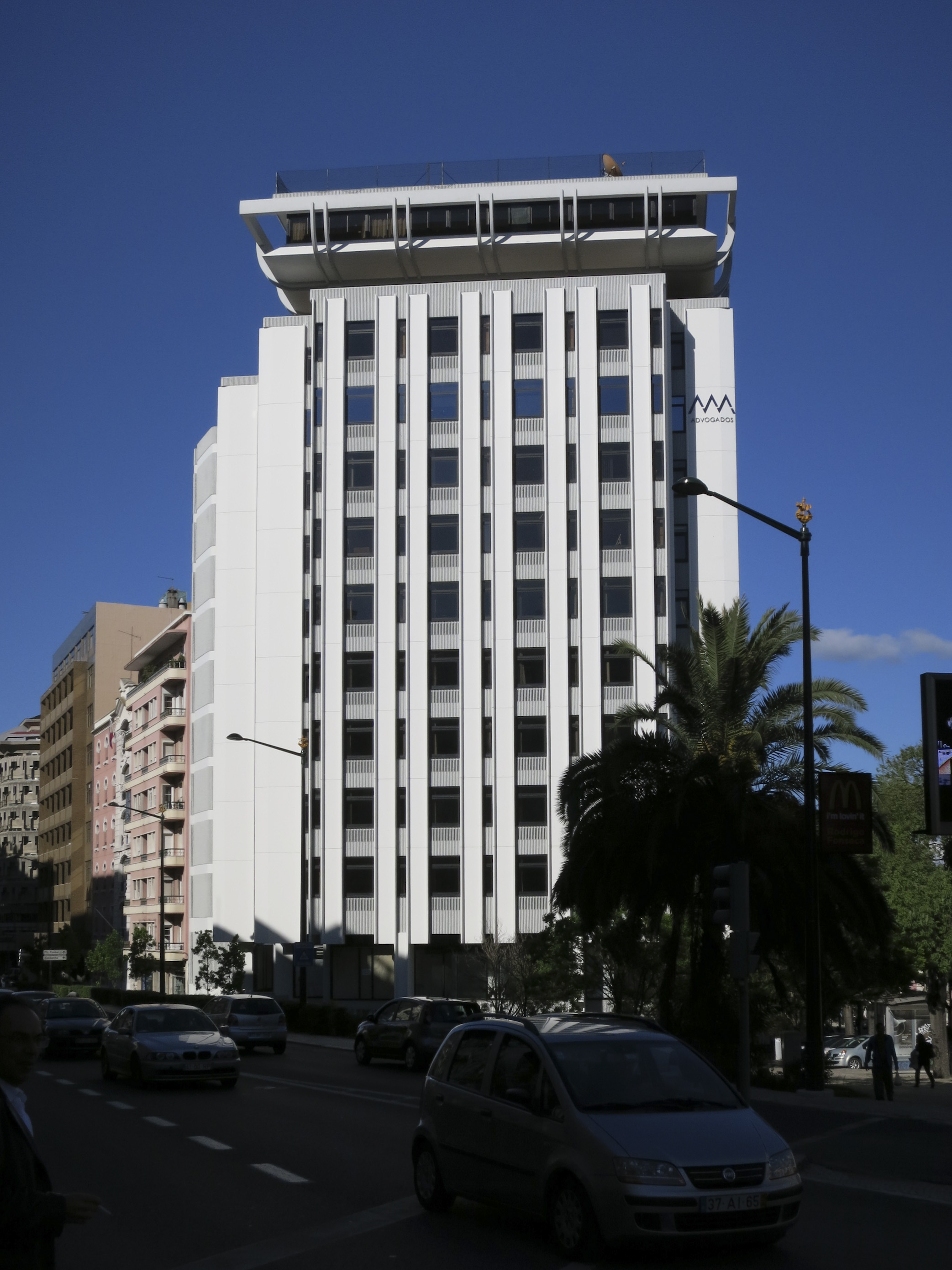
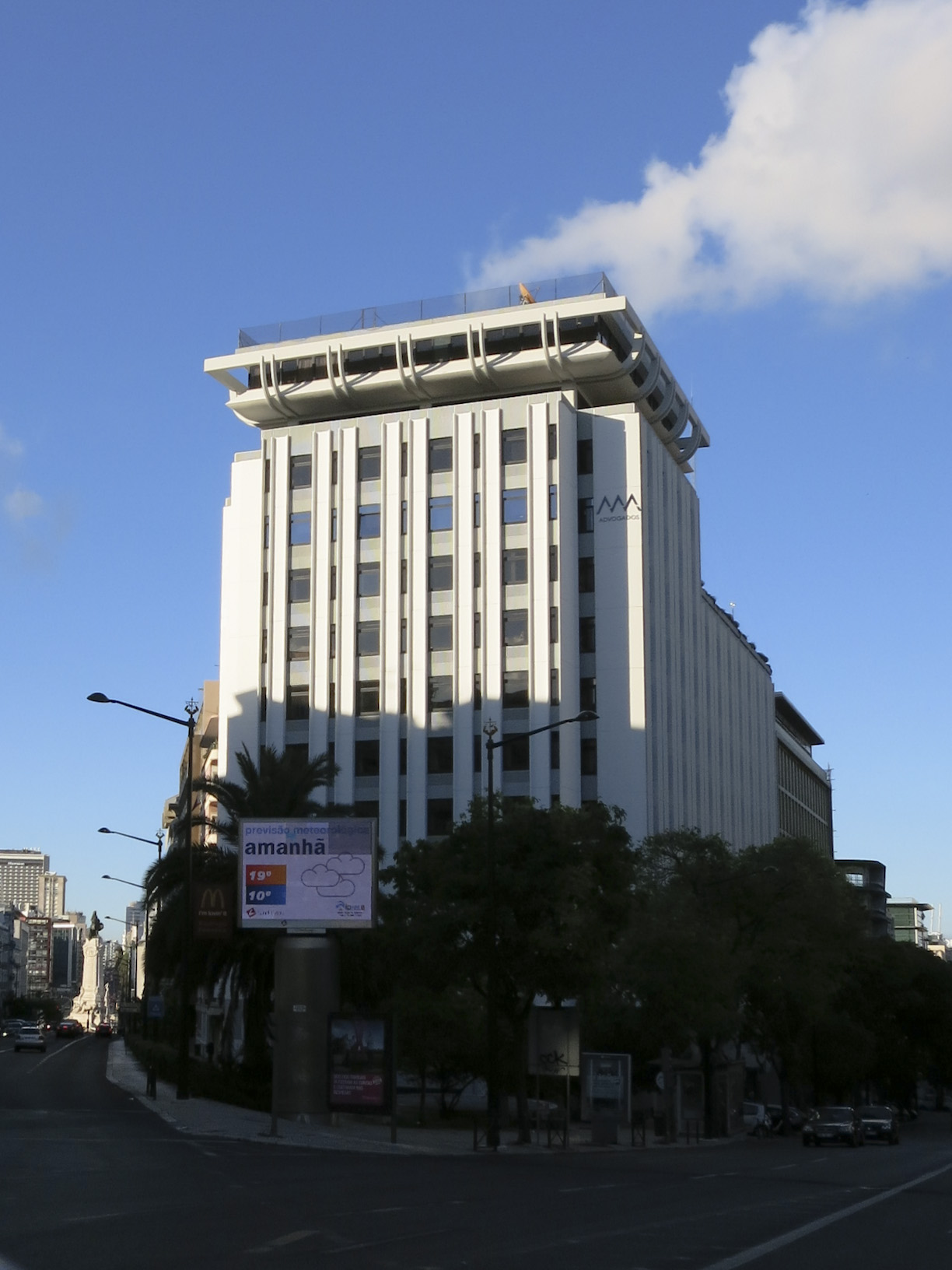